# SMS Karlsruhe (1912)
«Карлсруэ» (нем. SMS Karlsruhe) — немецкий лёгкий крейсер времён Первой мировой войны. Головной корабль в серии из двух однотипных кораблей. Заложен 21 сентября 1911 года на верфи «Германия» в городе Киль, спущен на воду 11 ноября 1912 года, вошёл в строй 12 января 1914 года под командованием капитана 2 ранга Фрица Людеке.
Во время войны действовал в качестве рейдерa в южной Атлантике (командир — капитан 2 ранга Эрих Кёлер), захватил 17 торговых судов.
Погиб 4 ноября 1914 года из-за мощного взрыва на борту, жертвами которого стали 133 члена экипажа. Причины взрыва точно не установлены по сей день.